# Radhika Coomaraswamy
Radhika Coomaraswamy (singhalesisch රාධිකා කුමාරස්වාමි; * 17. September 1953 in Colombo) ist eine sri-lankische Juristin und Expertin im Bereich der Menschenrechte. Sie wirkte von 1994 bis 2003 als Sonderberichterstatterin der Vereinten Nationen zu Gewalt gegen Frauen und von 2006 bis 2012 als UN-Untergeneralsekretärin und Beauftragte für Kinder und bewaffnete Konflikte. Sie lehrt als Professorin Internationales Recht an der School of Law der New York University.

## Leben
Radhika Coomaraswamy wurde 1953 in Colombo geboren und studierte zunächst an der Yale University, an der sie 1974 einen B.A. erhielt. Sie erlangte außerdem drei Jahre später an der Columbia University einen rechtswissenschaftlichen Abschluss als J.D. und 1981 an der Harvard University einen LL.M.
Ab 1982 wirkte sie als stellvertretende Direktorin und ab 1989 als Direktorin des International Centre for Ethnic Studies in Colombo und darüber hinaus ab 2003 auch als Vorsitzende der Menschenrechtskommission ihres Heimatlandes. Von 1994 bis 2003 fungierte sie für die Vereinten Nationen (UN) als Sonderberichterstatterin zu Gewalt gegen Frauen. Kofi Annan, der damalige UN-Generalsekretär, ernannte sie im April 2006 zur Untergeneralsekretärin und Beauftragten für Kinder und bewaffnete Konflikte. Von Annans Nachfolger Ban Ki-moon wurde sie im Februar des folgenden Jahres in diesem Amt bestätigt.

## Auszeichnungen
Radhika Coomaraswamy erhielt in Anerkennung ihres Einsatzes für die Menschenrechte verschiedene Preise und Ehrungen, so unter anderem 1995 den International Human Rights Lawyer Award der American Bar Association sowie im Jahr 2000 den Bruno-Kreisky-Preis und die Goler-T.-Butcher-Medaille. Das Amherst College, die University of Edinburgh, die University of Essex, die Katholieke Universiteit Leuven und die University of Ulster verliehen ihr die Ehrendoktorwürde.

## Werke (Auswahl)
- A Manual on Economic, Social, and Cultural Rights. Colombo 1988
- Introduction to Social Theory.  Colombo und Neu-Delhi 1994 (als Mitherausgeberin)
- Reinventing International Law: Women's Rights as Human Rights in the International Community. Cambridge MA 1997
- Peace Work: Women, Armed Conflict, and Negotiation. Neu-Delhi 2004 (als Mitherausgeberin)
- Constellations of Violence: Feminist Interventions in South Asia. Neu-Delhi 2008 (als Mitherausgeberin)
- The Optional Protocol to the Convention on the Rights of the Child on the Involvement of Children in Armed Conflict - Towards Universal Ratification, 18 The International Journal of Children's Rights  535, 2010